# Coccophagus impensus
Coccophagus impensus är en stekelart som beskrevs av Annecke och Insley 1974. Coccophagus impensus ingår i släktet Coccophagus och familjen växtlussteklar. Inga underarter finns listade i Catalogue of Life.